# 29762 Panasiewicz
29762 Panasiewicz è un asteroide della fascia principale. Scoperto nel 1999, presenta un'orbita caratterizzata da un semiasse maggiore pari a 2,2817003 au e da un'eccentricità di 0,1045101, inclinata di 6,81587° rispetto all'eclittica.